# Rutilia dorsomaculata
Rutilia dorsomaculata là một loài ruồi trong họ Tachinidae.